# Emmy Worringer
Emmy Worringer (1878–1961) fue una artista alemana y cofundadora de Gereonsklub, una asociación de artistas de vanguardia en Colonia en los años inmediatamente anteriores a la Primera Guerra Mundial.

## Trayectoria
Worringer estudió arte en Dachau así como en Múnich; entre sus colegas estuvieron la pintora expresionista Olga Oppenheimer (que años más tarde sería su cuñada) y el pintor modernista Adolf Hölzl. Más tarde compartió un estudio en Colonia con Oppenheimer y fue allí donde, junto con Franz M. Jansen, cofundaron Gereonsklub en 1911. Worringer y su hermano Wilhelm, historiador de arte, programaron las conferencias y organizaron las exposiciones para el grupo hasta que se disolvió en 1913. A pesar de la brevedad, Gereonsklub exhibió a artistas tan importantes como Franz Marc, Paul Klee, August Macke y Robert Delaunay, así como una de las primeras exposiciones del grupo Blue Rider.